# لومینال
لومینال یک  جشنوارهٔ نورپردازی دوسالانه است که از سال ۲۰۰۰ و در شهر فرانکفورت آم ماین برگزار می‌گردد. در سال ۲۰۰۸، ۱۰۰٬۰۰۰ نفر در این جشنواره شرکت کردند. 